# Verzweigung Limmattal
Die Verzweigung Limmattal (umgangssprachlich Limmattalerkreuz) ist eine Autobahnverzweigung im Limmattal im westlichen Teil des Kantons Zürich. Bei dieser Verzweigung handelt es sich um ein Autobahnkreuz im Nationalstrassennetz der Schweiz. Das Kreuz verbindet den Zürcher Nordring mit der Westtangente von Zürich und ist eine bauliche Mischform zwischen einem Malteserkreuz und einer Windmühle.

## Lage
Die Verzweigung Limmattal liegt in einer wieder aufgeforsteten Fläche auf den Gemeindegebieten von Unterengstringen und Weiningen im Kanton Zürich. An dieser Verzweigung treffen sich die von Westen gegen Norden führende A1 (E60) und die von Norden gegen Süden führende A4 (E41). Auf der Linie der von Westen kommenden A1 liegt auch noch die A3, welche aber an der Verzweigung Limmattal gegen Süden abbiegt. Östlich der Verzweigung Limmattal beginnt der Autobahnast A1H, welcher direkt zum westlichen Autobahnende in Zürich (Zürich Hardturm) führt.
Während früher der Hauptverkehr von der Region Bern/Basel in Richtung Graubünden noch via A1H durch die Stadt Zürich fahren musste, fliesst seit der Eröffnung des Uetlibergtunnels der Grossteil des Verkehrs von Westen Richtung Süden.

## Verkehrstechnik
Die Verzweigung Limmattal ist mit den gängigen Schildern einer Autobahnverzweigung () signalisiert. Bei der Durchnummerierung der Ausfahrten und Verzweigungen trägt das Kreuz die Nummer 59 von der A1. Für den Strang A1H wäre es Nummer 1 und für den Westring der A3 und A4 Nummer 26 (diese werden aber beide nicht ausgeschildert).
Innerhalb des Autobahnkreuzes ist die Geschwindigkeit normalerweise auf 100 km/h für passierende Fahrzeuge beziehungsweise auf 80 km/h für abbiegende Fahrzeuge beschränkt. Die Geschwindigkeit kann jedoch jederzeit an den Beschilderungsdisplays angepasst werden.
| von    | nach   | Anzahl Spuren | Verbindungsrampe |
| ------ | ------ | ------------- | ---------------- |
| Norden | Osten  | 1             | Halbdirekt       |
| Norden | Süden  | 1             | Direkt           |
| Norden | Westen | 2             | Direkt           |
| Osten  | Norden | 1             | Direkt           |
| Osten  | Süden  | 1             | Halbdirekt       |
| Osten  | Westen | 2             | Direkt           |
| Süden  | Norden | 1             | Direkt           |
| Süden  | Osten  | 1             | Direkt           |
| Süden  | Westen | 1             | Halbdirekt       |
| Westen | Norden | 2             | Halbdirekt       |
| Westen | Osten  | 2             | Direkt           |
| Westen | Süden  | 1             | Direkt           |

## Problematik
Aufgrund seiner Lage in der Ballungsregion Zürich ist die Verzweigung entsprechend stark befahren. Staus sind an der Verzweigung Limmattal allgegenwärtig. Der nördlich der Verzweigung Limmattal gelegene zweispurige Gubristtunnel ist seit der Erweiterung des Bareggtunnels das neue Nadelöhr. Die Rückstaus am Südportal des Gubristtunnels reichen in Spitzenzeiten bis zum Autobahnkreuz zurück und legen so auch den Verkehr gegen Osten oder Süden lahm. 2016 wurde mit der Erweiterung des Gubristtunnels von zwei auf drei Röhren, beziehungsweise von vier auf sieben Spuren, in Angriff genommen. Diese dritte Röhre ist 2023 dem Verkehr übergeben worden. Alle sieben Spuren können allerdings erst ab 2027 voll genutzt werden, weil die bestehenden zwei Röhren danach totalsaniert werden.